# فرودگاه پلایا باراکوئا
فرودگاه پلایا باراکوئا (به انگلیسی: Playa Baracoa Airport) یک فرودگاه نظامی و همگانی با کد یاتا UPB است که یک باند فرود آسفالت دارد و طول باند آن ۲۳۰۵ متر است. این فرودگاه در شهر هاوانا کشور کوبا قرار دارد و در ارتفاع ۳۱ متری از سطح دریا واقع شده است.